# ناحیه عین تاغروت
ناحیه عین تاغروت (به عربی: دائرة عین تاغروت) یک ناحیه در الجزایر است که در استان برج بوعریریج واقع شده‌است.